# Tresor

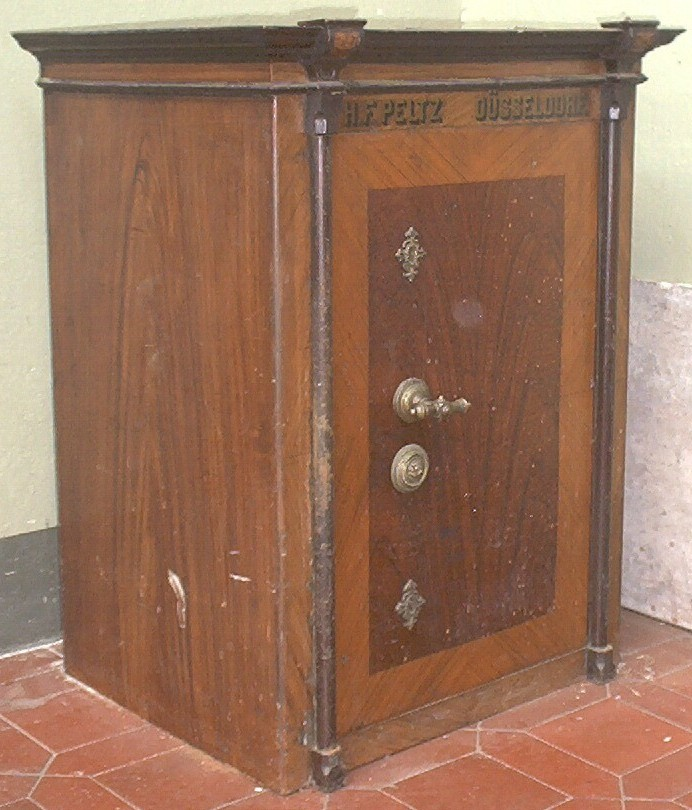
Tresor um 1900

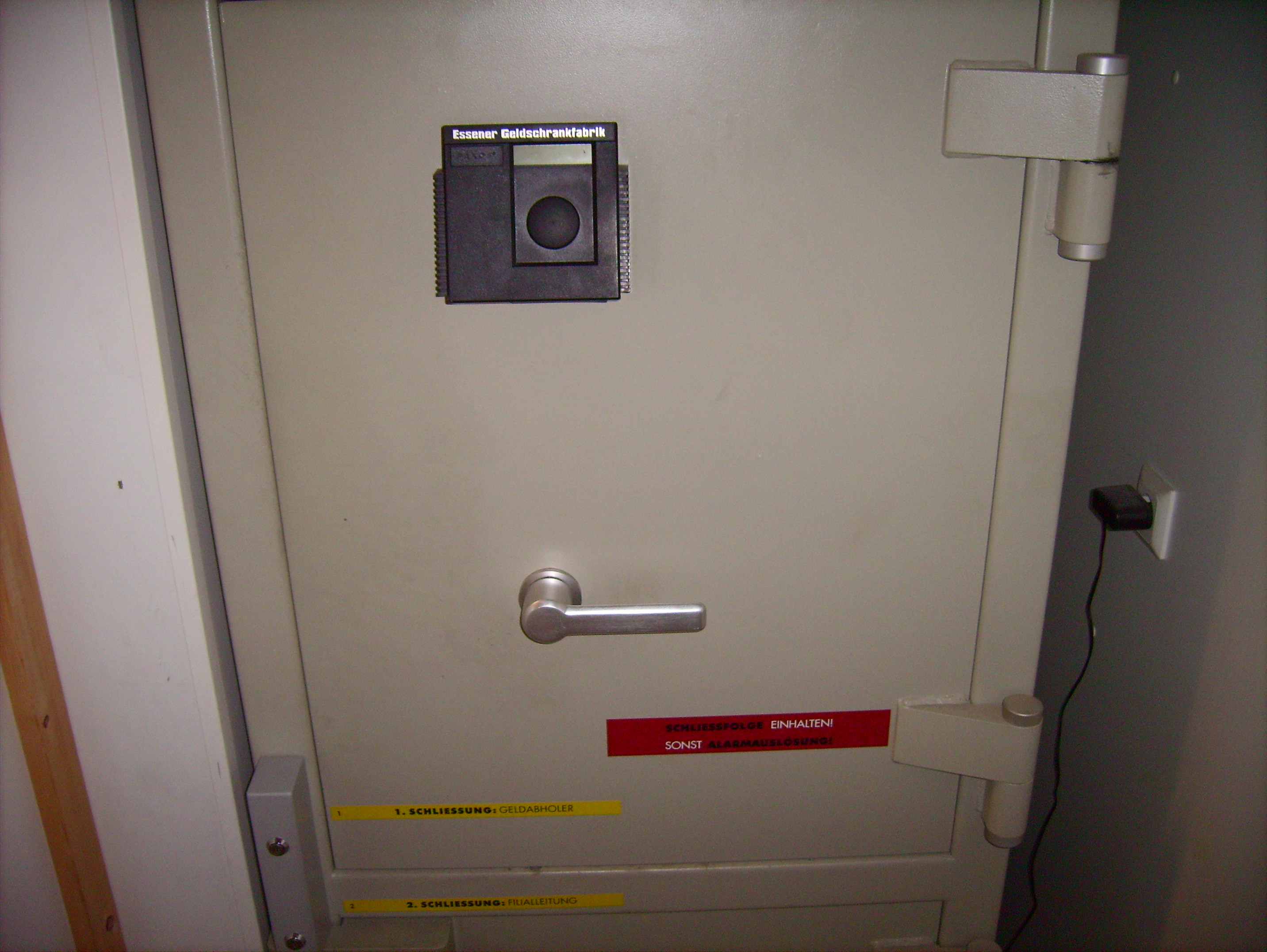
Moderner Tresor mit elektronischem Schloss

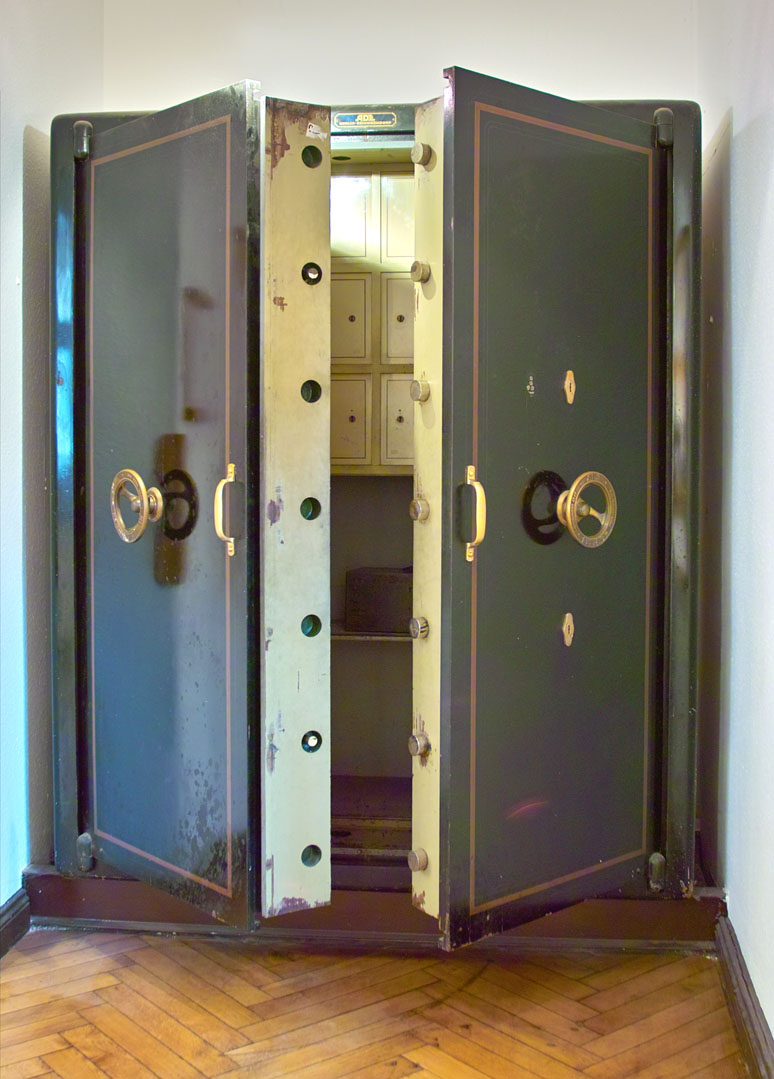
Historischer Tresor im Rathaus Köpenick

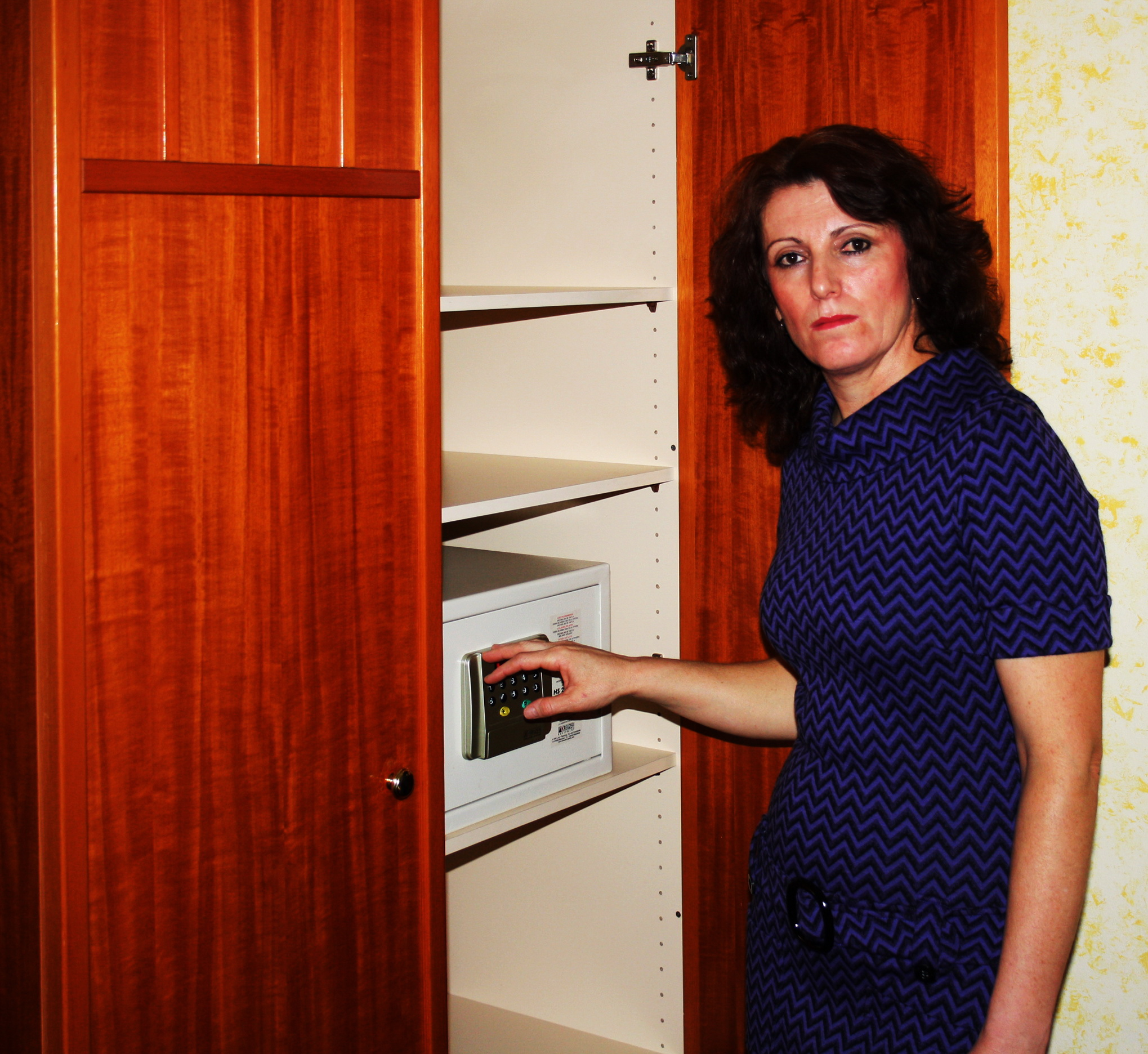
Möbeltresor in einem Hotelzimmer

Ein Tresor (von altgriechisch θήσαυρος thésauros, deutsch ‚Schatzkammer‘) dient der besonders gesicherten Aufbewahrung von Geld, Wertsachen oder sonstigen Gegenständen, z. B. Waffen oder Datenträgern, um sie vor Diebstahl und Feuer zu schützen.

## Geschichte

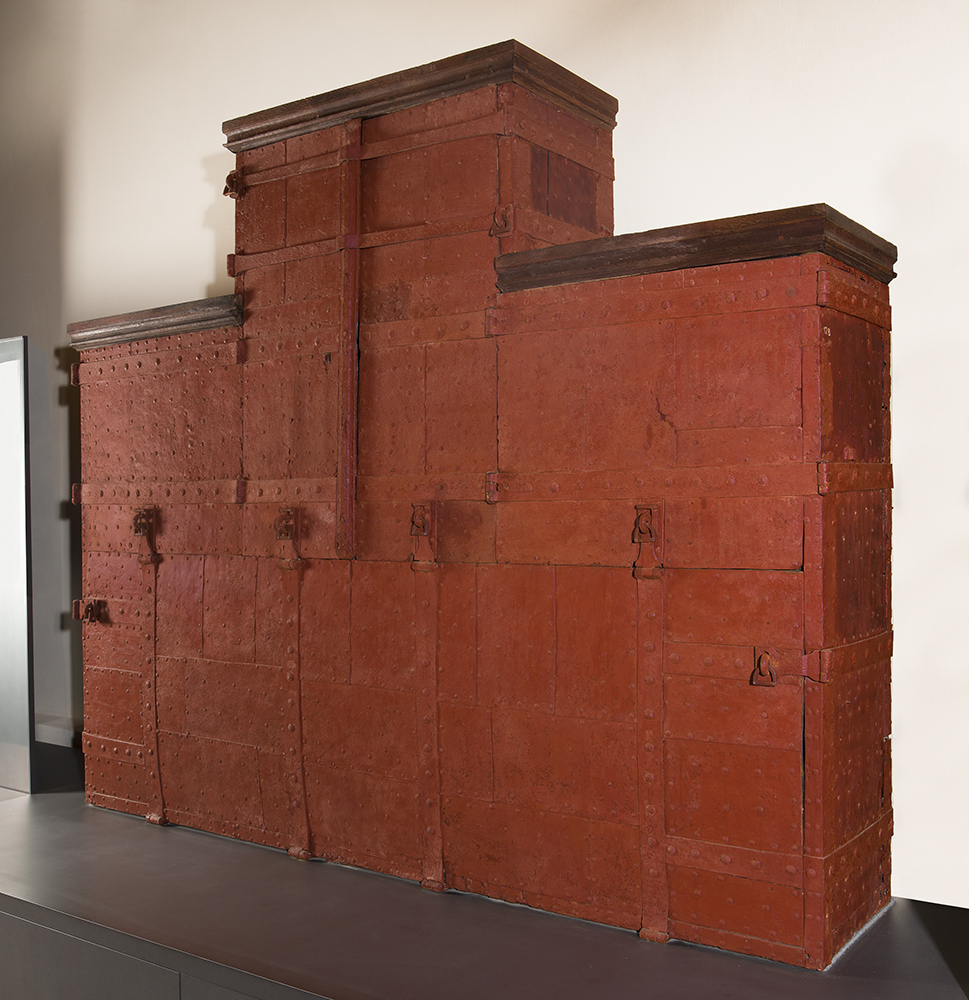
Mit Eisenplatten ringsum gepanzerter Heiltumsschrank vom Hochaltar des Halberstädter Doms, um 1520/30. Domschatz Halberstadt

Truhen als Vorläufer des Sicherheitsschrankes kamen schon im Mittelalter vor.
Frühe tresorartige Schrankmöbel, die mit Eisenplatten beschlagen und mehreren Schlössern verschlossen waren, bildeten die sog. Heiltumsschränke, in welchen Kirchen Teile ihrer Reliquienschätze zur sicheren Lagerung und zur festtäglichen Schau verwahrten. Die ersten Tresore im heutigen Sinn gab es vor ca. 200 Jahren, wenn auch nicht mit jetzigen Exemplaren vergleichbar. Bis etwa 1960 entwickelten die Unternehmen die Behältnisse in eigener Verantwortung. Die Entwicklung wurde maßgeblich von den größten Herstellern (Pohlschröder & Bode-Panzer) vorangetrieben. Danach wurden von der Fachgemeinschaft Geldschränke und Tresoranlagen im VDMA allgemein gültige Normen für dieses Metier entwickelt.
Im Zuge der Harmonisierung des europäischen Marktes wurden 1992 durch das Europäische Komitee für Normung (CEN) Prüf- und Gütenormen für Wertbehältnisse eingeführt.

## Begriff
Allgemeinsprachlich bekannt sind neben der Bezeichnung Tresor auch Panzerschrank, Safe, Geldschrank, Sicherheitsschrank und viele weitere.
Eine häufige Namensgebung in der Tresorbranche ist mit der  geringsten Sicherheit beginnend:
- Stahlschrank (offizielle Bezeichnungen alt A und B;  neue Klassifizierungen S1, S2)
- Wertschutzschrank (offizielle Bezeichnungen alt C1 und C2; neue Klassifizierungen 0, 1, 2, 3)
- Panzergeldschrank (offizielle Bezeichnungen alt D1 (D10), D2 (D20), E10; neue Klassifizierungen 4, 5, 6).

Der Tresorraum ist ein eigenständiger, besonders gesicherter Raum, z. B. in Kreditinstituten.
Nachfolgend soll das Behältnis Schrank und nicht der Tresorraum behandelt werden.

## Konstruktion
Je nach Sicherheitsstufe sind Korpus und Tür ein- oder mehrwandig ausgeführt in einer Stärke bis zu 20 Zentimetern. Die Stahlwandungen werden je nach erforderlichem Schutz mit Isolierstoffen, Kunststoffen, Beton oder einer Kombination gefüllt. Es kommen auch Stoffe und Mechanismen zum Einsatz, um Einbruchswerkzeuge zu behindern oder unwirksam zu machen um die Zeit bis zum Aufbruch deutlich zu verlängern. So sind Karborundpartikel in einer Betonfüllung oder gehärtete Stahlrohre mit Stahlkugelfüllung dazu geeignet, Bohrer oder Trennscheiben schnell abstumpfen zu lassen. Chemische Zuschlagstoffe mit einer flammhemmenden Funktion erschweren die Nutzung von Schneidbrennern.
Die Tür wird durch Spezialscharniere getragen und geführt sowie durch ein Riegelwerk, welches mehrseitig in den Korpus schließt, gesichert. Als Sperrstelle in das Riegelwerk wirken ein oder mehrere Schlösser, wie Doppelbart-Schlüsselschloss und Zahlenschloss (Kombinationsschloss), mechanisch oder elektronisch wirkend; siehe auch Schloss (Technik). Die Einrichtung variiert vom Stahlboden bis zur Hängeregistratur, Schublade oder abgeschlossenen Innenfach.
Täter versuchen häufig an abweichenden Stellen ein Wertbehältnis zu öffnen; typische Schwachstellen gibt es nicht, denn alle Wandungen und Elemente werden innerhalb einer Sicherheitsstufe gleichwertig ausgeführt.
Beschrieben sind Produkte aus deutscher oder europäischer Fertigung nach dem entsprechenden Standard; es gibt jedoch weltweit Produkte, die den hiesigen Normen nicht entsprechen und von den Versicherungs- und Haftungsbedingungen ausgeschlossen sind

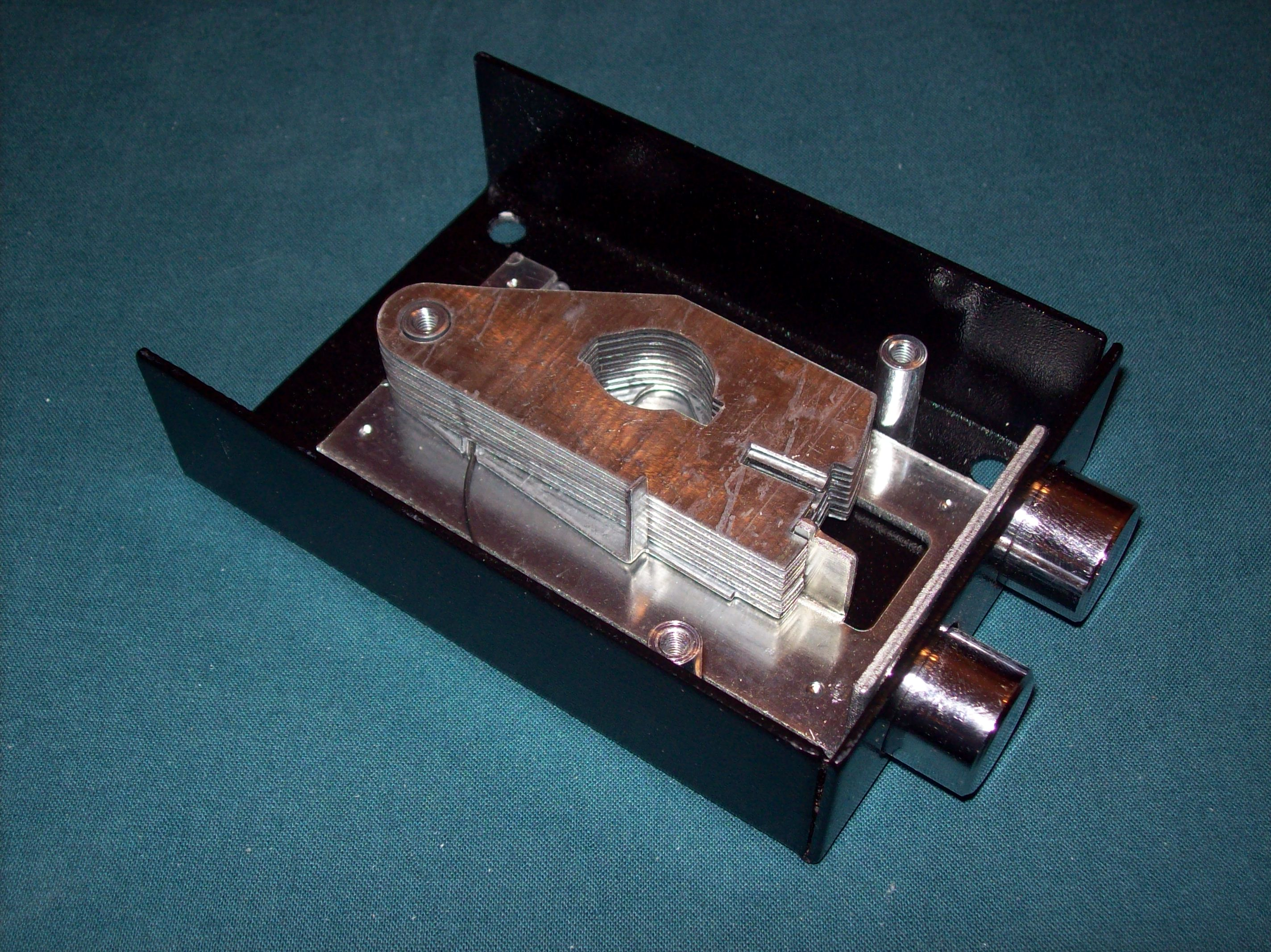
Mechanik eines Tresorschlosses

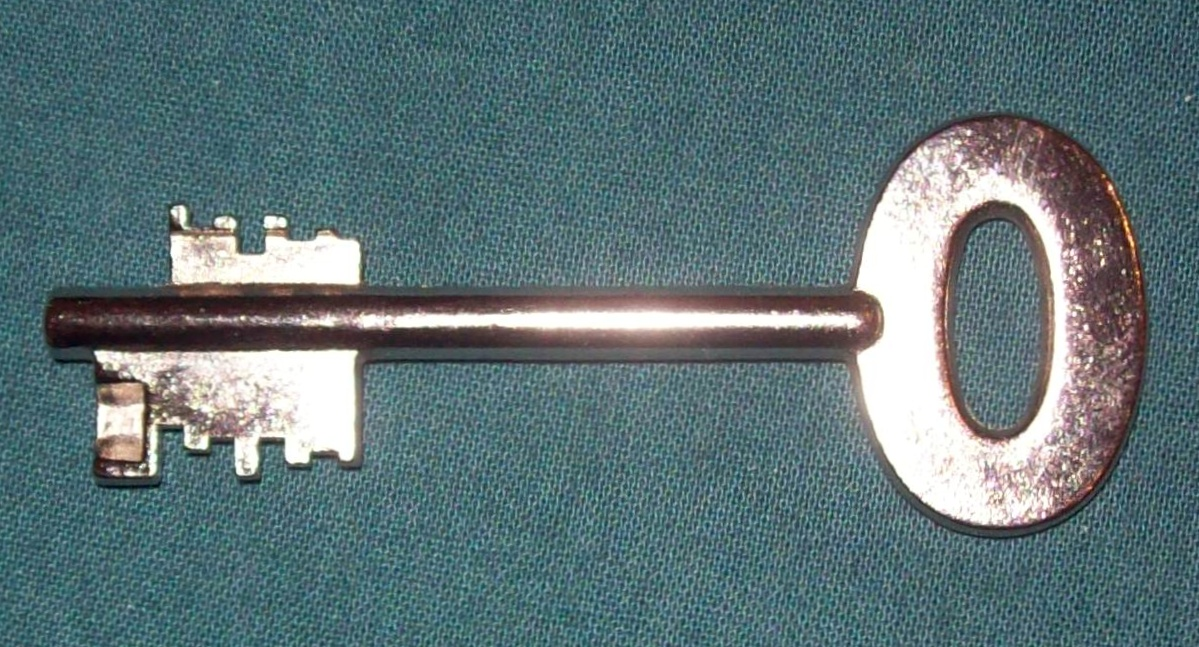
Doppelbartschlüssel

Da bei privaten Käufern zunehmend der Fokus auf geringe Kosten bei der Beschaffung eines Tresors gelegt wird, kam es in den zurückliegenden 30 Jahren zu einem erheblichen Preisdruck bei den Herstellern. So sind beispielsweise die Kosten für einen B-Tresor im Privatbereich (ca. 1500 mm × 700 mm × 500 mm) von ca. 4.500 DM Mitte der 1980er Jahre auf heute (2015 für VdS-Klasse 0) ca. 2.000 € gesunken. d. h. unter Berücksichtigung der Kaufkraft sind die Preise auf ca. ein Drittel gefallen. Dieser Preisrückgang rührt primär nicht aus geringeren Margen der Hersteller und Händler her, sondern überwiegend aus Kostensenkungsmaßnahmen in der Tresorherstellung. Geringerer Materialeinsatz (Massenreduktion beim eingesetzten Material), vereinfachte Fertigungsverfahren im Rahmen eines Design-to-cost-Prozesses (sichtbar u. a. an wesentlich größeren Spaltmaßen an den Türen gegenüber früher) und Fertigung in Niedriglohnländern (oftmals Polen oder asiatische Länder).
Sogenannte hartgefüllte B-Tresore mit einer Betonfüllung des Hohlraumes boten deutlich mehr Widerstand gegen Aufbruchsversuche, sind jedoch dem Kostendruck zum Opfer gefallen und werden heute nicht mehr hergestellt.
Im Niedrigpreisbereich werden immer noch Tresore nach der zurückgezogenen VDMA-Einstufung in Klasse B angeboten. Derartige Tresore bestehen lediglich aus 3 mm starkem Stahlblech, einer 30 mm breiten (Luft)Isolationsschicht (bei Möbeltresoren) und einer zweiten Blechwand von nur 1,5 mm. Der Einbruchwiderstand dieser Tresore ist minimal. Oftmals können derartige Tresore im Niedrigpreisbereich mit einem Brecheisen im Türspalt zwischen Tür und Korpus in wenigen Minuten geräuscharm aufgehebelt werden. Irreführend ist zudem die Werbeaussage mancher Händler, dass solche Schränke heute noch bis 40.000 € versicherbar wären. Die alte Versicherungseinstufung galt nur, wenn der Klasse B Tresor im Privatbereich ein Eigengewicht von mindestens 200 kg hatte (gewerblich wurden mindestens 300 kg gefordert) – viele der heute noch beworbenen Tresore nach der alten VDMA-Klassifizierung B sind wesentlich leichter, so dass sie teilweise von Versicherungen nicht mehr in Deckung genommen werden.

## Norm, Bauvorschrift
Die Vorläufer des aktuellen europäischen Normenwerkes waren Bauvorschriften wie die RAL-RG 621-624, 626 sowie das Einheitsblatt VDMA 24992. Die VDMA 24992 (von Mai 1995) wurde zwar vom VDMA zurückgezogen, hat aber im aktuellen Waffengesetz (Änderung vom Juli 2009) nach wie vor Relevanz.

### VDMA-Norm (Bauvorschrift/Fertigungsnorm)
Das Einheitsblatt VDMA 24992 war eine Bauvorschrift, keine Sicherheitsnorm, wie häufig falsch ausgesagt wird. Es wurde kein Widerstand gegen Einbruch definiert. In den folgenden Stufen decken die Versicherungsunternehmen Beträge von 2.500 € bis zu mehreren 100.000 €. Ein Tresor ist also nicht gleich ein Tresor. Der Laie sollte nicht versuchen, den Schutzwert eines Wertbehältnisses nach äußerlichen Merkmalen zu beurteilen. Allein die im Schrank befindliche Plakette dokumentiert die Sicherheit, wenn diese mit dem Kennzeichen VdS oder der ECB·S Zertifizierungsmarke oder mit dem eines anderen zugelassenen europäischen Instituts versehen ist. Diese Qualitätsplakette wird erst nach objektiven, reproduzierbaren Tests am Schrank verliehen.
Nach Empfehlungen der European Certification Body (ECB) sollen Behältnisse der Klassen A und B seit dem Jahr 2004 nicht mehr in Deckung genommen werden und Behältnisse nach der alten RAL-Normen nur nach Absprache mit dem Versicherer. Die Schränke der Klassen A und B tragen keine der vorgenannten Plaketten, sondern nur eine des jeweiligen Herstellers; es gibt auch Behältnisse mit gefälschten Kennzeichnungen am Markt. Stahlschränke nach Klasse A und B werden weiterhin beworben und verkauft, z. B. als Wand- und Möbeltresor. Als Waffenschränke sind diese nur bei Personen zulässig, welche diese bereits vor dem 6. Juli 2017 erworben haben.
| Bauart                    | Klasse                | Norm                      |
| Einwandiger Stahlschrank  | Klasse A              | nach VDMA 24992, Mai 1995 |
| Mehrwandiger Stahlschrank | Klasse B              | nach VDMA 24992, Mai 1995 |
| Wertschutzschrank         | Sicherheitsstufe C1   | nach RAL-RG 626/2         |
| Wertschutzschrank         | Sicherheitsstufe C2   | nach RAL-RG 626/2         |
| Panzergeldschrank         | Sicherheitsstufe D 10 | nach RAL-RG 626/10        |
| Panzergeldschrank         | Sicherheitsstufe D 20 | nach RAL-RG 621/20        |
| Panzergeldschrank         | Sicherheitsstufe E 10 | nach RAL-RG 621/10        |

Da mittlerweile erkannt wurde, dass die Anforderungen der Klassen A und B (VDMA 24992 / Mai 95) nicht mehr dem Stand der Technik entsprechen, wurde per 31. Dezember 2003 das Einheitsblatt VDMA 24992 vom VDMA ersatzlos zurückgezogen, damit endete auch die Herstellerüberwachung.

### Europanorm nach EN 1143-1 und EN 14450 (Prüfnorm/Einbruchschutz)
Nachfolgend die Stufen, für Schränke mit der geringsten S1 beginnend.
| Bauart             | Sicherheitsklasse   | Norm      |
| Sicherheitsschrank | Sicherheitsstufe S1 | EN 14450  |
| Sicherheitsschrank | Sicherheitsstufe S2 | EN 14450  |
| Wertschutzschrank  | Grad 0              | EN 1143-1 |
| Wertschutzschrank  | Grad I              | EN 1143-1 |
| Wertschutzschrank  | Grad II             | EN 1143-1 |
| Wertschutzschrank  | Grad III            | EN 1143-1 |
| Wertschutzschrank  | Grad IV             | EN 1143-1 |
| Wertschutzschrank  | Grad V              | EN 1143-1 |
| Wertschutzschrank  | Grad VI             | EN 1143-1 |

## Typische Einsatzbereiche
Tresore der VdS-Klasse 0 und 1 bieten nur eine Basissicherheit gegen Einbruchdiebstahl und werden von den Versicherungen (bei fachgerechter Verankerung) nur mit 40.000 € bzw. 65.000 € in Deckung genommen – was im Privatbereich oftmals ausreichend ist. Sie decken typischerweise den Fall ab, dass Wertgegenstände, Bargeld etc. bei einem Wohnungseinbruch nicht von Einbrechern mitgenommen werden können. Auch bieten sie nur gegen typische Einbrecherwerkzeuge Schutz, die bei begrenzter Zeit bis zur Entdeckung des Einbruches eingesetzt werden könnten.
Oftmals werden solche Tresore von Tätern aufgrund ihres geringen Gewichtes (weniger als 150 kg) am Tatort entwendet und dann an einem geeignet erscheinenden Ort in Ruhe aufgebrochen. Daher ist eine sehr massive Verankerung unbedingt erforderlich (über Schwerlastdübel an der Rückwand oder im Boden). Keinesfalls ausreichend sind Verschraubungen mit Möbelstücken durch einfache Holzschrauben. Tresorausführungen mit Doppelbartschloss können von Einbrechern oftmals am Tatort geöffnet werden, da die Tresorschlüssel von den Wohnungsinhabern häufig an für Einbrecher leicht zu findenden Orten hinterlegt werden. Die Preise für hochwertig gebaute Tresore der VdS-Klassifizierungen 0 und 1 liegen üblicherweise ab ca. 1.000 €.
Tresore der VdS-Klassen 2 und 3 bieten einen stärkeren Einbruchschutz und können somit Einbruchversuchen wesentlich länger standhalten, weshalb sie mit Summen von 100.000 bis 200.000 € von den Versicherungen wesentlich höher eingestuft werden. Ab der Klasse 3 wird ein Einbruchsversuch mit typischen Werkzeugen (aus dem Heimwerkersegment) signifikant erschwert.
Tresore der VdS-Klasse 4, 5 und 6 sind dem Premiumbereich für Tresore im Privat- und Geschäftsbereich zuzuordnen. Sie bieten bei mechanischen und thermischen Aufbruchsversuchen einen erheblichen Widerstand durch beispielsweise schlecht schweißbare Edelstähle, teilweise Spezialfüllungen, die bei Schneidbrennerkontakt exotherm reagieren (und damit den Täter massiv gefährden, so dass er den Aufbruchsversuch abbrechen muss), und Füllungen, die mechanische Aufbruchswerkzeuge in kürzester Zeit abstumpfen, abbrechen oder auf andere Weise unbrauchbar machen. Gegen Aufbruchsversuche mit Diamantbohrkronen werden spezielle Zusatzpanzerungen eingesetzt. Derartige Tresore sind mit dem Zusatz KB oder CD gekennzeichnet. Die Preise für derartige Tresore beginnen ab etwa 4.000 bis 5.000 €.
Auch bei Tresoren der VdS-Klassen 4, 5 oder 6 mit einem Leergewicht von über 1.000 kg sind massive Bodenverankerungen zu empfehlen, um Abtransportversuche durch Täter zu erschweren. Hier besteht zudem die Möglichkeit, durch Abrissmelder derartige Manipulationsversuche frühzeitig zu entdecken und über eine angeschlossene Einbruchmeldeanlage Sicherheitsdienste oder die Polizei zu alarmieren. Dies ist vor allem bei Aufstellorten empfehlenswert, die wenig einsehbar sind und in denen mehrstündige Lärmentwicklungen bei Aufbruchsversuchen von einer sensibilisierten Nachbarschaft nicht bemerkt werden würden.
Guten Schutz gegen Aufbruchsversuche bieten auch unverändert noch die in den 1980er und 1990er Jahren gebauten hochwertigen zertifizierten Tresore der Klasse C2F, D1 (bzw. Nachfolgeklasse D10) und D2 (bzw. Nachfolgeklasse D20). Sehr massive Bauausführungen, hoher Materialeinsatz und sehr dicke Hartgusspanzerplatten bieten auch heute noch einen hochwertigen Aufbruchschutz. Tresorgewichte ab etwa 500 kg (C2F-Tresore) und mehr als 1.000 kg (D-Tresore) erschweren zudem Abtransportversuche durch Einbrecher. Wandstärken von mehr als 65 mm erschweren erheblich Aufbruchversuche mit Trennschleifern (Einstichtiefe der Trennscheibe ist geringer als Tresorwand).

### Aufbruchssicherheit

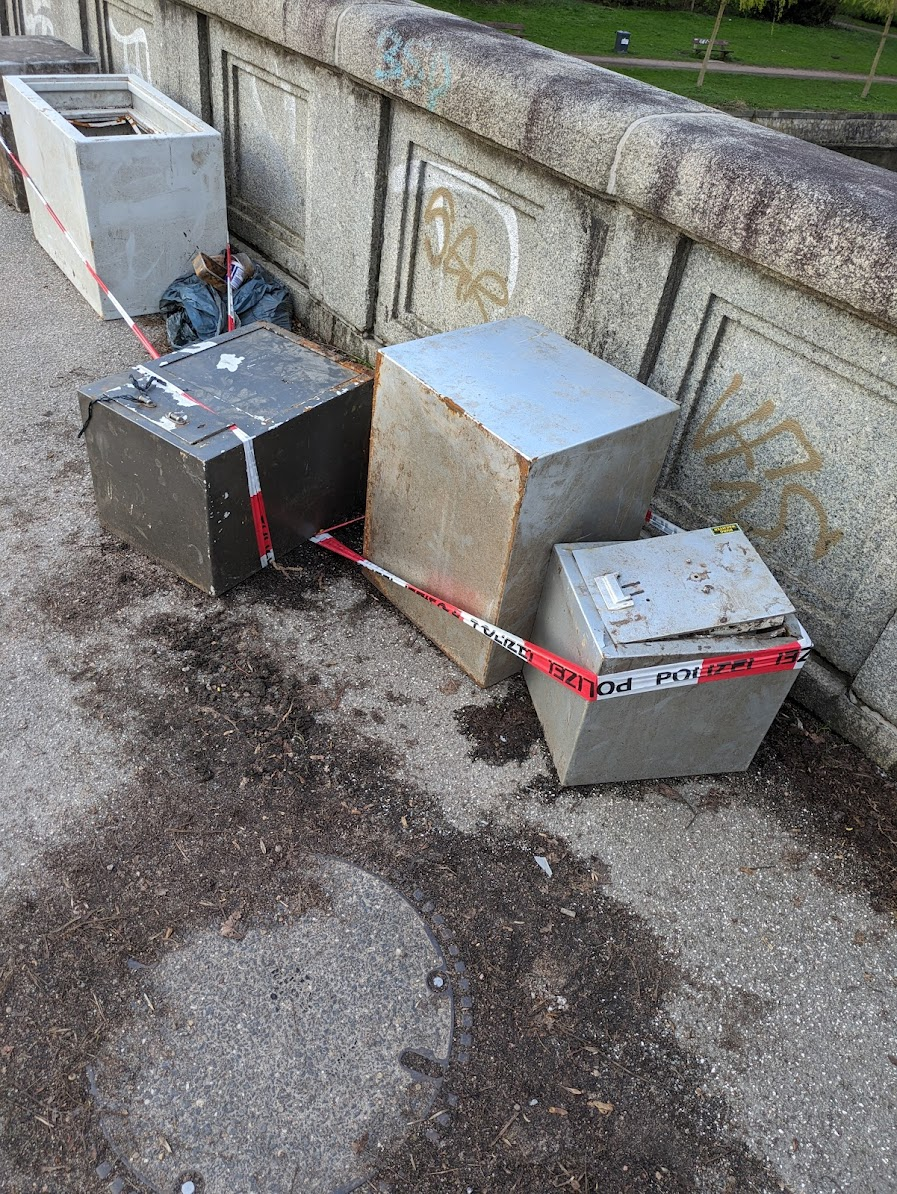
Mehrere aufgebrochene Tresore liegen nach einer Suchaktion durch die Polizei am Alsterdorfer Damm in Hamburg auf einer Brücke.

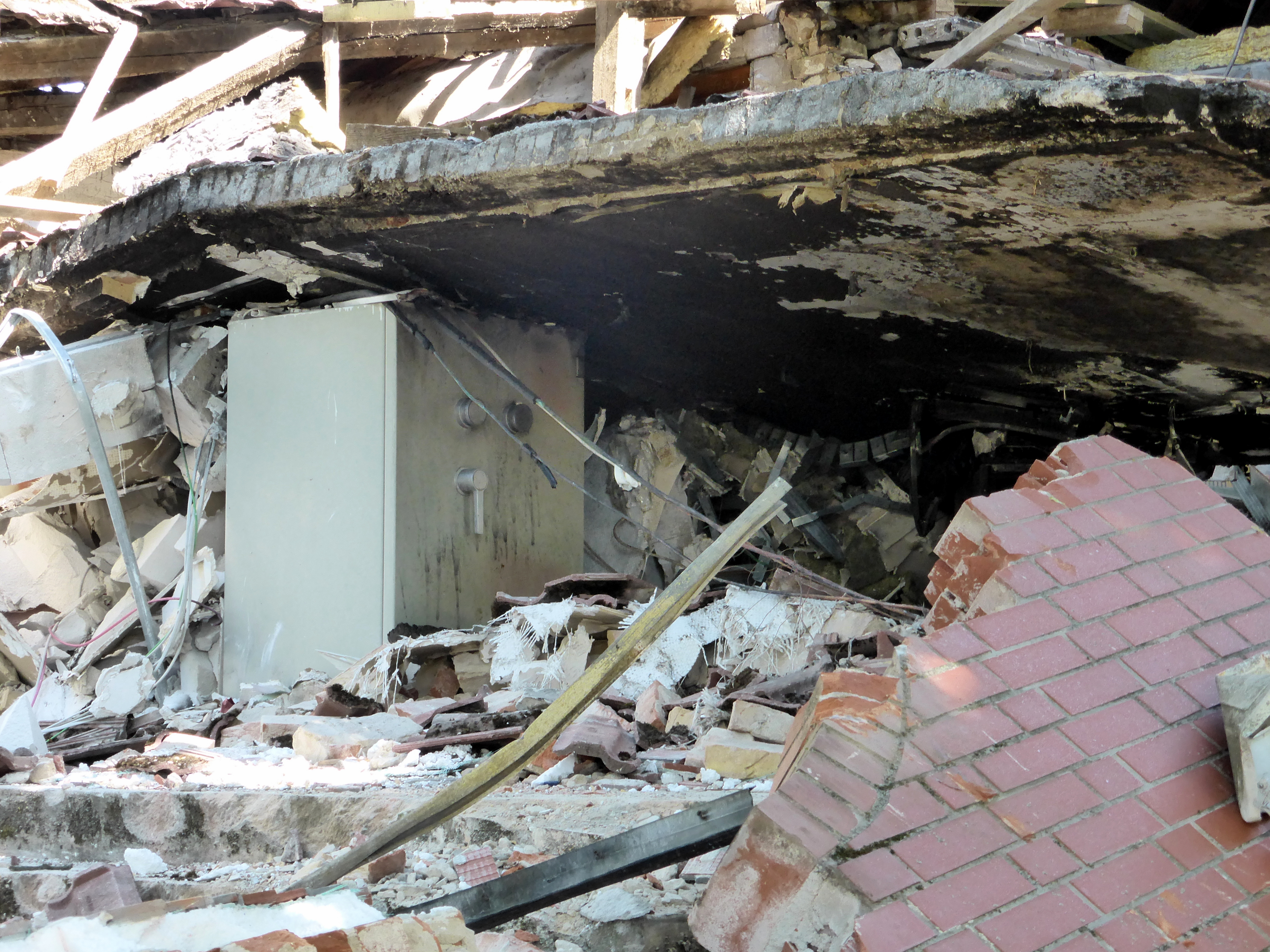
Optisch unbeschadeter Tresor in den Trümmern einer gesprengten Bank

Grundsätzlich lässt sich jedes Wertbehältnis durch Unberechtigte öffnen, wenn mit entsprechend geeigneten Angriffsverfahren und ausreichend verfügbarer Zeit der Tresor manipuliert oder aufgebrochen wird. Durch entsprechende Bauausführungen lässt sich jedoch der Aufwand für den Tresoraufbruch so weit steigern, dass die technischen Mittel und Fähigkeiten des Täters nicht ausreichen, die Aufbruchszeit nicht ausreicht oder dass während des Aufbruchsversuch mit einem Eingreifen von Sicherheitskräften gerechnet werden muss.
Zudem erfordern die Bauweisen der Tresore im Premiumbereich unter Umständen zerstörende Aufbruchsverfahren, die auch den Tresorinhalt so sehr in Mitleidenschaft ziehen, dass er für die Täter wertlos wird.
Zertifizierten Tresoren der Klassen 0 bis 6 sind entsprechende Widerstandseinheiten RU (= engl. für Resistance Unit) zugeordnet, die durch Aufbruchsversuche in zertifizierten Laboren nachgewiesen wurden. Angegeben werden hierbei zwei durch / getrennte Werte. Der kleinere Wert der Widerstandseinheit bezieht sich auf den sog. Teildurchbruch (Handgröße), durch den ein Zugriff auf einen Teil des Tresorinhaltes möglich ist. Der größere Wert bezieht sich auf den Vollzugriff, bei dem auf den gesamten Tresorinhalt zugegriffen werden kann. Die Widerstandseinheiten werden ermittelt unter Berücksichtigung einer Vielzahl von möglichen Aufbruchswerkzeugen und -verfahren. Details werden nicht veröffentlicht, um potentiellen Tätern keinen Anhalt zu geben, in welcher Zeit mit welchen Aufbruchswerkzeugen ein Tresoraufbruch möglich ist.
Bei Tresoren, die nicht mindestens die Anforderungen der heutigen Klasse 0 erfüllen, muss davon ausgegangen werden, dass sie sich innerhalb von wenigen Minuten aufbrechen oder manipulieren lassen. Der Aufbruchswiderstand der höherwertigen Tresorklassen bedeutet in der Praxis, dass die erforderlichen Zeiten für Aufbruchsversuche sich im Bereich mehrerer Stunden bis Tage bewegen können.
Vor der Einführung der heutigen Zertifizierungskriterien wurde ein im Grundsatz ähnliches Bewertungsverfahren auf Basis von Widerstandseinheiten WE bei den Tresorklassen C1, C2(F), D1 (bzw. D10) und D2 (bzw. D20) durchgeführt. Die so ermittelten Werte von WE bzw. RU unterscheiden sich jedoch.
Für die technisch überholten Tresore der einfachen Klassen A und B nach VDMA bestanden nur Bauvorschriften, wie solch ein Tresor konstruktiv auszuführen war. Ein Nachweis der Aufbruchssicherheit durch Versuche wurde nicht durchgeführt.
Neben unberechtigten Aufbruchsversuchen können auch Fälle vorkommen, bei denen ein Tresor nicht mehr auf gewöhnlichem Weg geöffnet werden kann, etwa weil der Schlüssel verloren ging oder weil die Zahlenkombination (z. B. nach einem Todesfall) nicht mehr bekannt ist. Qualifizierte Fachbetriebe, die nur bei entsprechender Legitimierung des Auftraggebers tätig werden oder (bei neueren Modellen) auch die Herstellerfirma können in solchen Fällen das Schloss ohne Beschädigung öffnen, so dass der Tresor anschließend wieder benutzt werden kann.

### Europanorm EN 1047-1, VDMA-Norm 24991, RAL-RG 626/7 (Brandschutz)
Die Brandprüfung erfolgt unabhängig von der Prüfung auf Einbruchschutz; auch wird diese durch eine separate Plakette dokumentiert. Nur die auf der Türinnenseite angebrachte Plakette (Zertifikat) eines zugelassenen Instituts kann dem Nutzer die erforderliche Sicherheit nachweisen. Keinesfalls sollte der Nutzer lediglich den Aussagen oder mitgelieferten Kopien eines Verkäufers vertrauen.
Die Prüfung erfolgt mittels der Einheitstemperaturzeitkurve (ETK) mit einem Maximum bei 1080 °C über 60 (S 60) oder 120 (S 120) Minuten; inklusive Aufheiz- und Abkühlphase dauert der Aufenthalt im Brandofen mehrere Stunden.
Zur Prüfung gehört ein Falltest des heißen Safes aus 9,15 m Höhe in ein Kiesbett.
Die Brandprüfung wird dafür unterbrochen und nach dem Falltest fortgesetzt.
| Bauart            | Sicherheitsklasse    | Eignung                         | max. Temperaturerhöhung |
| Datenschrank      | Güteklasse S 60 Dis  | 1h für Datenträger, Negative, … | 30° Celsius             |
| Datenschrank      | Güteklasse S 120 Dis | 2h für Datenträger, Negative, … | 30° Celsius             |
| Dokumentenschrank | Güteklasse S 60 P    | 1h für Papier                   | 150° Celsius            |
| Dokumentenschrank | Güteklasse S 120 P   | 2h für Papier                   | 150° Celsius            |

## Tresorschlösser
Die Grundausstattung von Tresoren im Privat- oder Geschäftsbereich erfolgt im Regelfall über Doppelbartschlösser. Gegen Aufpreis sind in der Regel mechanische oder elektronische Zahlenkombinationsschlösser verfügbar.
Der Vorteil der Doppelbartschlösser ist der reduzierte Personenkreis, der Zugriff zum Tresor bekommt. Ein Nachteil ist die optisch eindeutige Zuordnung zu einem vorhandenen Tresor. Das kann dazu führen, dass Einbrecher intensiv Wohnung, Haus oder Geschäftsräume nach dem Tresorschlüssel durchsuchen. Keinesfalls sollten Tresorschlüssel daher in Schreibtischschubladen, Nachtkästchen, unter Matratzen oder an anderen für Einbrecher leicht zu findenden Orten aufbewahrt werden. Sollte ein Schlüssel in unbefugte Hände gekommen sein, so ist eine Änderung des Schlosses notwendig, damit dieser nicht mehr zur Öffnung verwendet werden kann; gleiches gilt, wenn ein gebrauchter Tresor erworben wurde und nicht sichergestellt werden kann, dass keine weiteren Schlüssel im Umlauf sind oder zumindest der neue Standort dem unberechtigten Schlüsselinhaber nicht bekannt wurde. Ein solcher Schlossumbau ist oft aufwendig und kann nur von einem Fachbetrieb oder dem Hersteller ausgeführt werden.
Für das Problem, dass bei höheren VdS-Klassen große Schlüssellängen, die eine Schlüsselverwahrung z. B. an einem Schlüsselbund deutlich erschweren, erforderlich werden, gibt es dagegen Lösungen. In der Regel erfolgt dafür eine Trennung zwischen dem eigentlichen, für jedes Schloss individuellen Schlüssel und einer Art Adapter, der für die Verlängerung und Bedienung des Schlüssels im Schloss im Inneren der Tür sorgt und lediglich baureihen- oder herstellerspezifisch ist.
Mechanische Zahlenkombinationsschlösser werden üblicherweise als 3- oder 4-Scheibenschlösser angeboten. Bei 3-Scheibenschlössern (z. B. La Gard 3330) müssen drei zweistellige Zahlen als Code durch richtige Einstellung der Einstellscheibe zur Tresoröffnung verwendet werden. Bei 4-Scheibenschlössern (z. B. La Gard 1947) sind entsprechend vier zweistellige Zahlen zu verwenden. Der Vorteil des Zahlenkombinationsschlosses ist die Unabhängigkeit von einem mechanischen Schlüssel, Nachteile sind die Möglichkeit der Weitergabe des Codes an unbefugte Personen und die Notwendigkeit der exakten Einstellung der Zahlen des Öffnungscodes auf die entsprechende Markierungen.
Hochwertige, zertifizierte Zahlenkombinationsschlösser können nicht, wie in manchen Filmen dargestellt, durch einfaches Abhören von Schlossgeräuschen unbefugt geöffnet werden.
Elektronische Zahlenkombinationsschlösser finden zunehmend Verwendung, weil der Öffnungsvorgang durch Eintippen eines Öffnungscodes als angenehmer empfunden wird. Ihre Vorteile sind die Unabhängigkeit von mechanischen Schlüsseln und die Möglichkeit, verschiedene Öffnungscodes unterschiedlichen Personen zuzuweisen. In Verbindung mit – für bestimmte Schlösser verfügbaren – Ausleseprogrammen können damit personenbezogene Schließprotokolle ausgewertet werden. Die Stromversorgung erfolgt üblicherweise über Batterien mit der Möglichkeit einer äußeren Stromversorgung für den Fall erschöpfter Batterien. Der programmierte Öffnungscode bleibt auch bei Ausfall oder Erschöpfung der eingebauten Batterie erhalten. Nachteilig können die größere Empfindlichkeit der Bauelemente gegenüber Luftfeuchtigkeit sein (zu beachten bei Tresoraufstellung in Kellerräumen) und eventuell nach längerer Nutzungszeit sichtbare Spuren auf der Tastatur, die Hinweise auf die Zusammensetzung des Öffnungscodes geben könnten. Die Haltbarkeit und Funktionsfähigkeit elektronischer Zahlenkombinationsschlösser ist auch von der Alterung der Bauteile und einer eventuellen Redundanz funktionskritischer Bauteile abhängig. Im Gegensatz zu mechanischen Zahlenkombinationsschlössern kündigen sich Defekte nicht durch Schwergängigkeit oder Ähnliches an; vielmehr kommt es hier zum abrupten Versagen bei Schäden an der Schließelektronik oder den Bauteilen.
Eine Sonderform ist das elektronische Zahlenkombinationsschloss mit mechanischer Notschließmöglichkeit durch einen Schlüssel für ein Doppelbartschloss, das eine Notöffnungsmöglichkeit bei Versagen der Schließelektronik bietet.
Wie auch bei den Tresorbauarten gibt es für die Tresorschlösser unterschiedliche Qualitätsstufen, ausgedrückt z. B. durch eine eigenständige VdS-Zertifizierung des Schlosses. Im Bereich von niedrigpreisigen Tresoren muss davon ausgegangen werden, dass keine hochwertigen Tresorschlösser verbaut wurden und somit ein ausreichender Schutz gegen Manipulationen nicht gegeben ist.

## Montageformen
- Als Möbeltresor werden Kleintresore bezeichnet, die in ein Möbelstück gestellt und mit dem dahinterliegenden Mauerwerk verschraubt werden. Schwachpunkt ist hier die Auszugsfestigkeit der Dübel. Möbeltresore bieten einen Grundschutz, werden aber meist nicht, oder nur für geringe Versicherungssummen, von den Versicherungen anerkannt.
- Standgerät zur freien Aufstellung mit einem Eigengewicht von ca. 25 bis 3500 kg. Unter 1000 kg Eigengewicht sollen die Behältnisse nach den Anleitungen des Herstellers zusätzlich im Boden oder an der Wand verankert werden.
- Wandeinbaumodell, kurz Wandtresor genannt, muss nach den Empfehlungen des Herstellers fachgerecht eingemauert werden. Diese Modelle decken nur den unteren Anspruch an Einbruchschutz ab, in der Regel bis zur Klasse 1.

## Elektronische Sicherungen

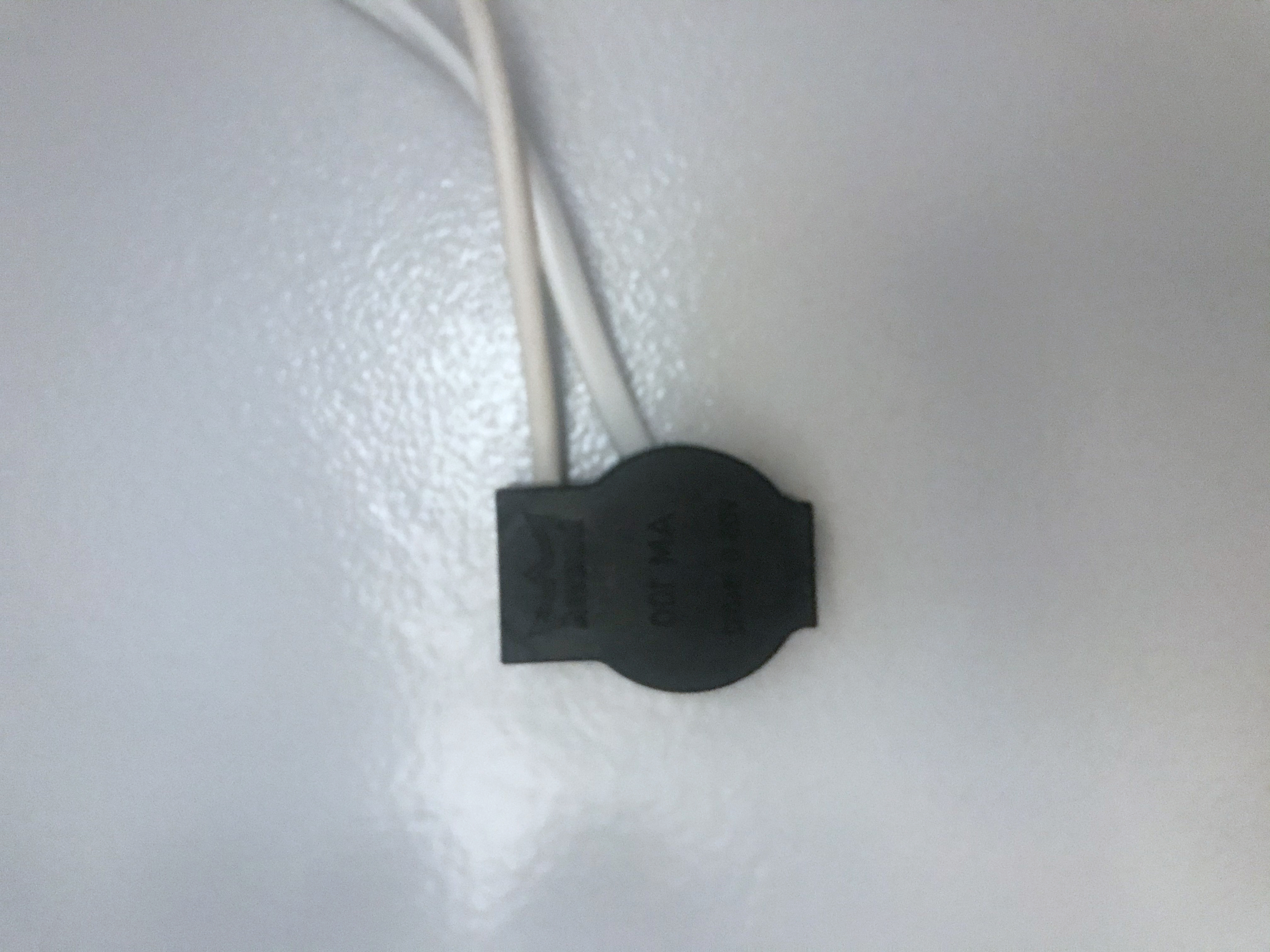
Abreißmelder

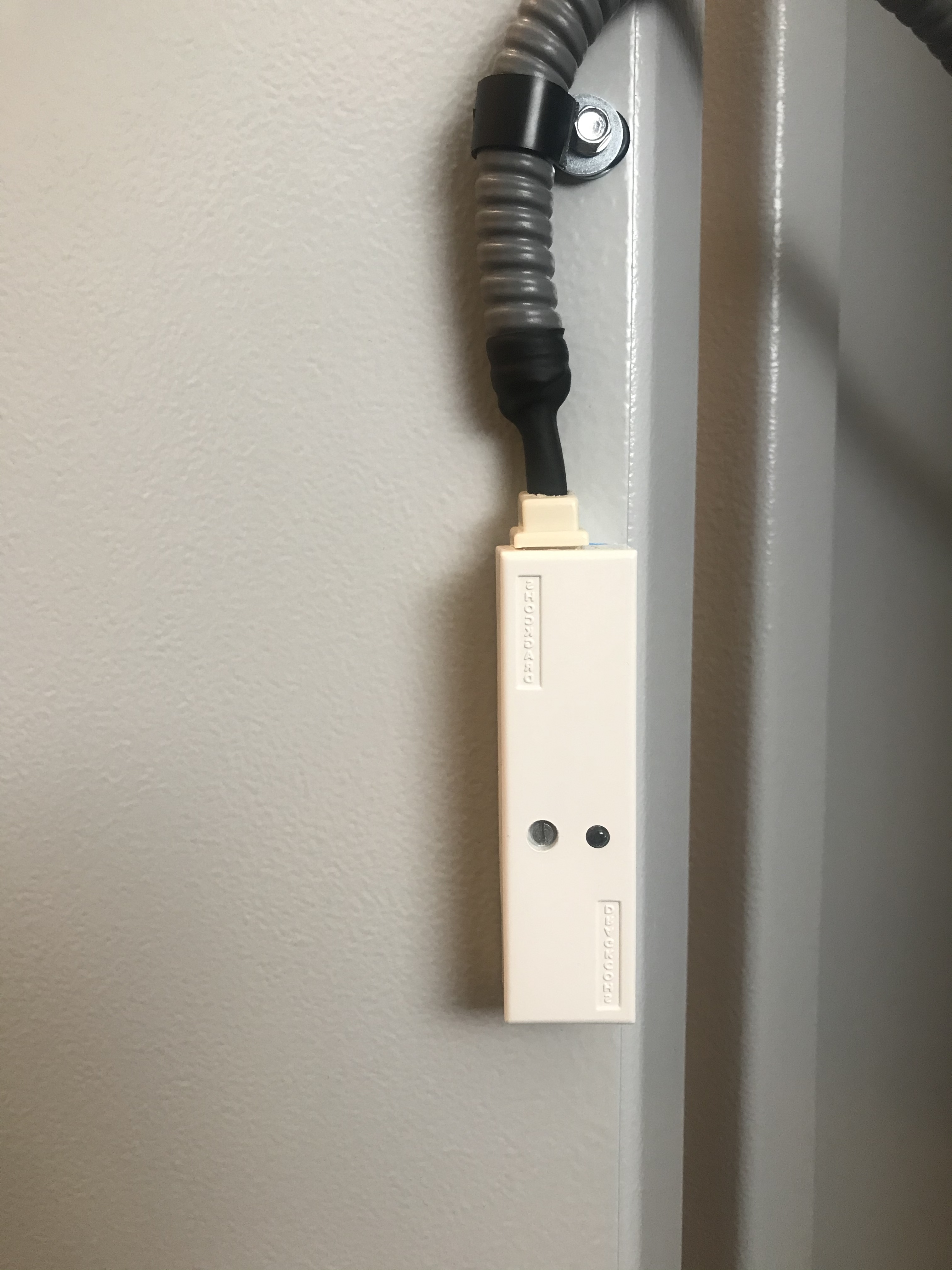
Körperschallmelder

Tresore können auch elektronisch gegen eine Manipulation gesichert werden. So gibt es für Tresore Abreißmelder, bei der unter Last auf einen der Verankerungsbolzen eine Leiterschleife abreißt. Ebenso werden Körperschallmelder eingesetzt. Diese erkennen typische Einbrucherschütterungen, verursacht durch Hebeln, Schläge oder Schneiden, in Schallfrequenz, Häufigkeit und Intensität. Gegen das Einführen von zündfähigem Gas zur Sprengung können Lüfter und entsprechende Abluftmöglichkeiten eingesetzt werden. In der Regel haben alle elektronischen Sensoren Sabotageschleifen, die melden, wenn der Sensor selbst manipuliert wird.
Eine weitere Option ist es, den Inhalt beim Erkennen einer Manipulation unbrauchbar zu machen. So werden gegen Sprengversuche von Geldautomatentresoren Farbkartuschen eingesetzt, die die Banknoten einfärben und damit für den Einbrecher wertlos machen.

## Nutzungsformen
Je nach Aufgabenstellung gibt es spezielle Schränke mit modifizierter Einrichtung, Schlössern oder sonstiger Technik, z. B.:
- Bodentresor
- Daten- oder Mediensafe mit speziellem Schutz gegen Feuer, Wasser und Rauchgase
- Deposit-Wertschrank/Einwurfschrank mit Schublade, Schlitz oder Kanal
- Geldautomat
- Nachttresor
- Rohrtresor
- Schlüsselschrank
- Schließfach
- Schlüsselübergabesysteme
- unfallgeschützter Datenspeicher
- Waffenschrank.

Neben dem Wertschutz- und Panzerschrank sind auch der qualifizierte Wertschutzraum zur Einbruchsicherung und der Datensicherungsraum zum Brandschutz bekannt. Ebenfalls werden qualifizierte Türen entsprechend obiger Normen für die Sicherung von Räumen im Privat- oder Gewerbebereich angeboten.

## Popkulturelle Rezeption
In der dänischen Kriminalkomödienreihe Olsenbande taucht als Running Gag immer wieder der Hinweis auf Tresore der (fiktiven) Firma „Franz Jäger, Berlin“ auf, die von Egon Olsen stets nur mit Hilfe von Stethoskop und Fingerspitzengefühl geknackt werden.